# Suhodol, Burgas
Suhodol (în bulgară Суходол) este un sat în comuna Sredeț, regiunea Burgas,  Bulgaria. 

## Demografie
Componența etnică a satului Suhodol
     Turci (11,6%)
     Bulgari (84,82%)
     Nicio identificare (3,57%)
     Altele (0%)
La recensământul din 2011, populația satului Suhodol era de 112 locuitori. Din punct de vedere etnic, majoritatea locuitorilor (84,82%) erau bulgari, cu o minoritate de turci (11,6%). Pentru 3,57% din locuitori nu este cunoscută apartenența etnică.